# Toczna
Toczna – rzeka na Południowym Podlasiu we wschodniej Polsce o długości 39,7 km i powierzchni zlewni 359 km², lewy dopływ Bugu. Przepływa przez wschodnią część Wysoczyzny Siedleckiej w powiatach łosickim i siedleckim.
Źródłem Tocznej jest zbiornik wodny Stójło znajdujący się niedaleko wsi Korczówka. Ujście rzeki do Bugu znajduje się na północ od wsi Drażniew. Największym prawobrzeżnym dopływem jest Kałuża wpadająca do Tocznej 4 km poniżej Świniarowa.
Toczna pierwotnie posiadała dwa źródła: prawostronne, które znajdowało się ok. 300 m na południowy wschód od wsi Korczówka i lewostronne w sąsiedztwie wsi Olszanka. 
Nad Toczną zlokalizowane są młyny wodne w Rudzie i Drażniewie oraz zalew rekreacyjny w Łosicach.
Dolny bieg rzeki stanowi granicę dwóch parków krajobrazowych: Nadbużańskiego Parku Krajobrazowego i Parku Krajobrazowego Podlaski Przełom Bugu. Od 2022 fragment ten chroniony jest w ramach rezerwatu przyrody Toczna.

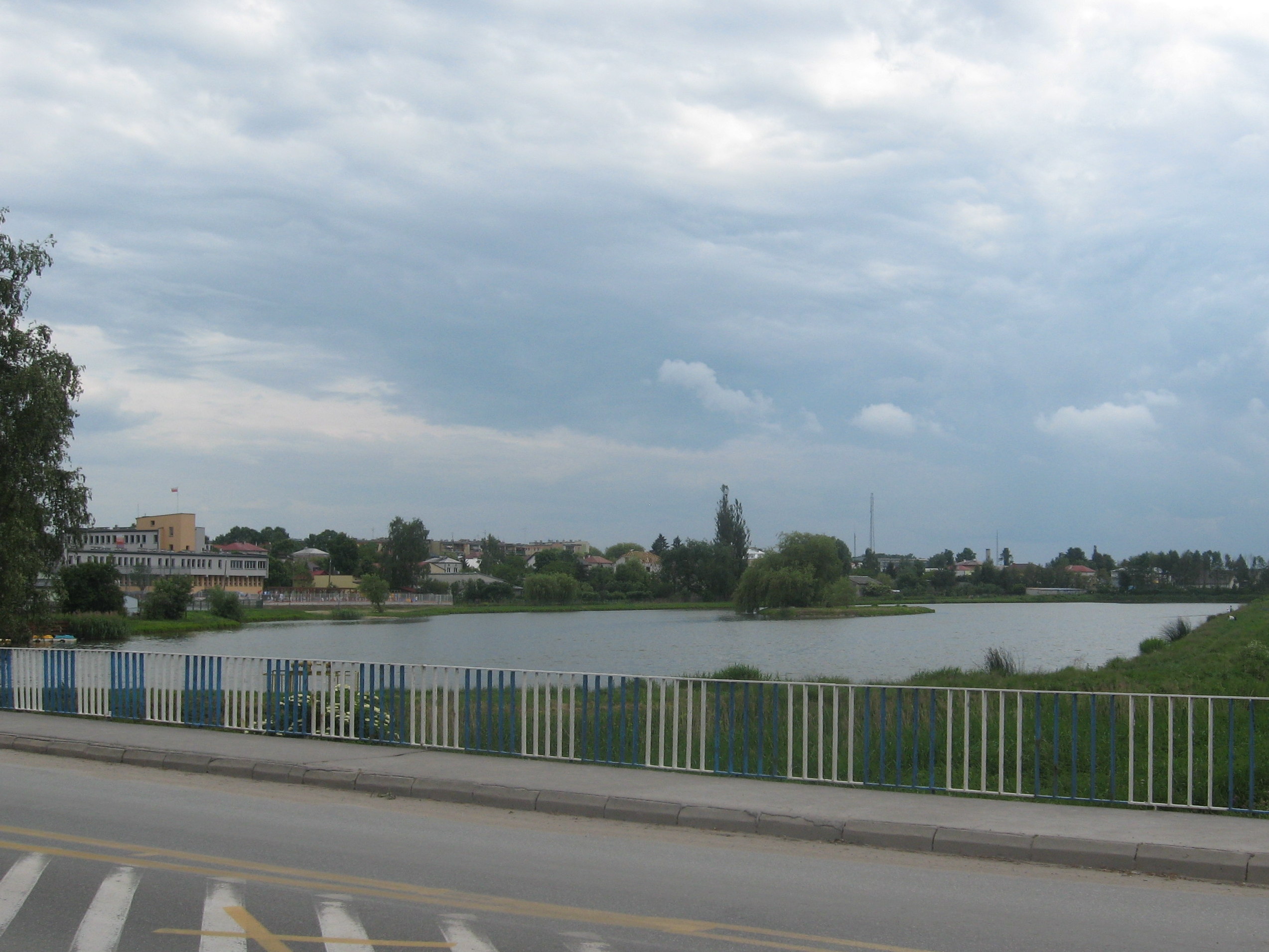
Zalew rekreacyjny w Łosicach
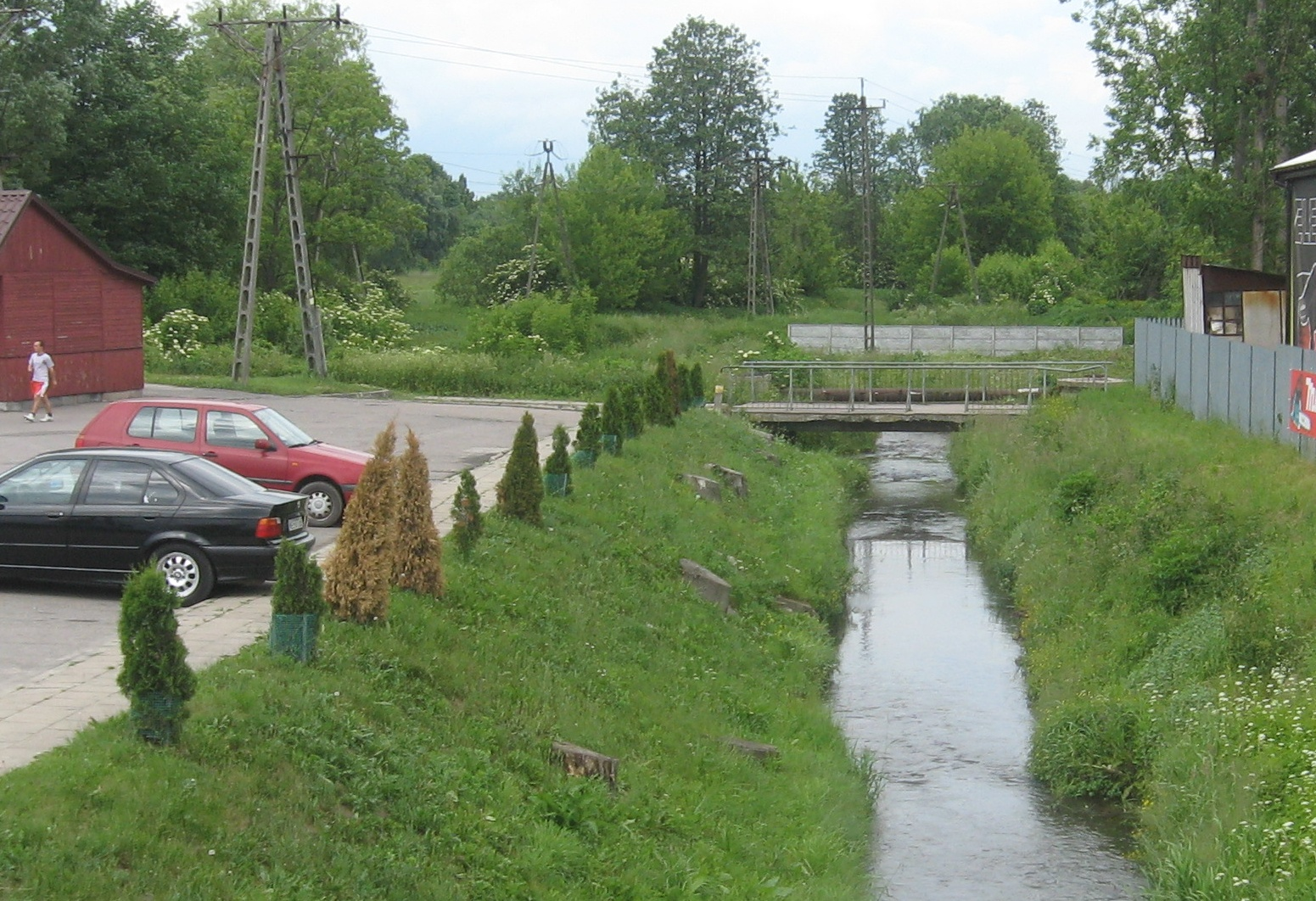
Toczna w Łosicach
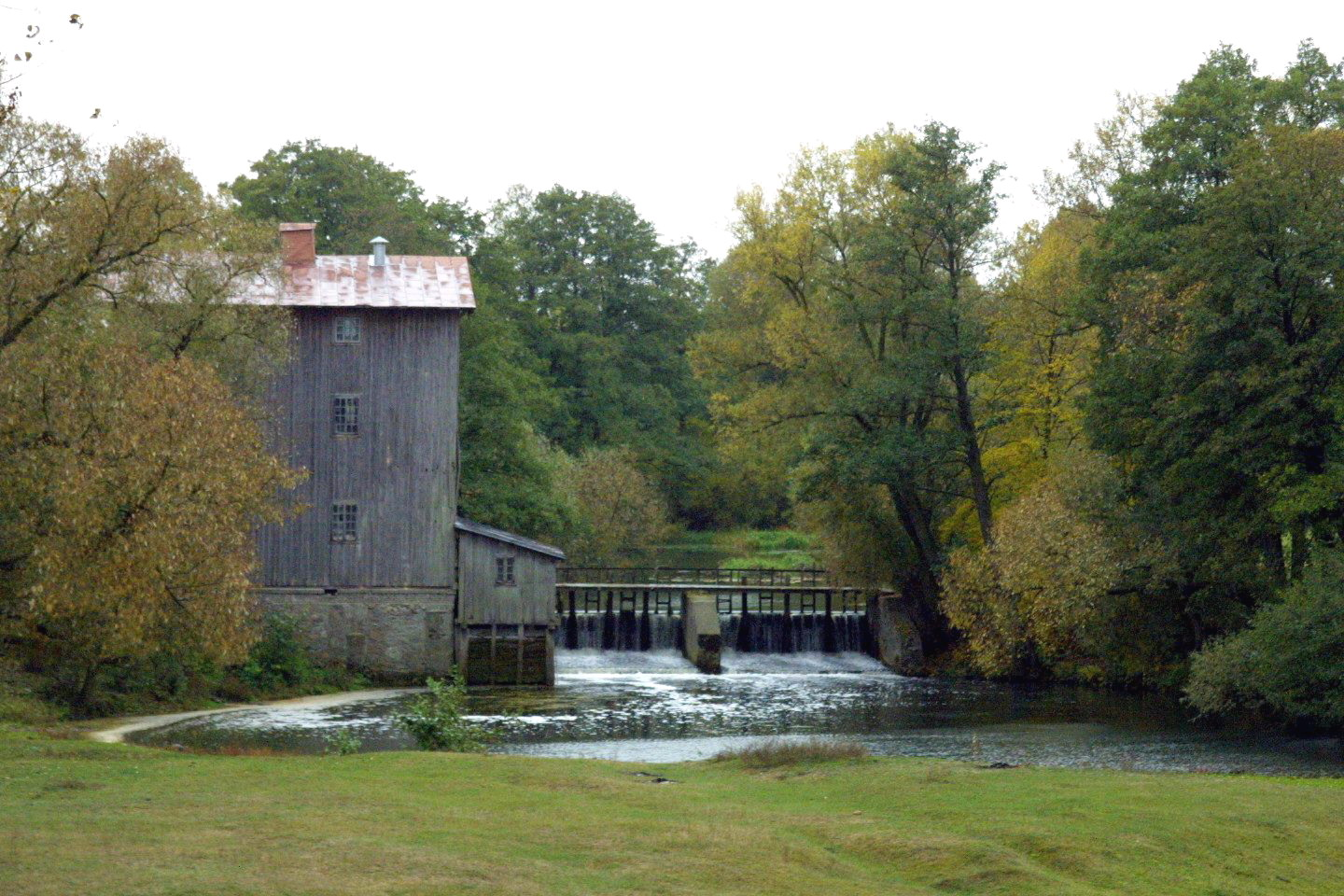
Młyn z roku 1923 w Rudzie